# Marea de luna
Moontide es un drama romántico estadounidense de 1942 con elementos de thriller .   Fue producida por Mark Hellinger y dirigida por Archie Mayo, quien asumió la dirección después de que el director inicial Fritz Lang abandonara el proyecto al principio del calendario de rodaje. El guion fue escrito por John O'Hara y Nunnally Johnson (sin acreditar), basado en la novela Moon Tide de 1940 de Willard Robertson . La película cuenta con la estrella francesa Jean Gabin, Ida Lupino, Thomas Mitchell y Claude Rains.
Charles G. Clarke fue nominado al Premio de la Academia a la mejor fotografía en blanco y negro. A pesar de las carismáticas actuaciones de sus protagonistas, la película no fue bien recibida en su estreno.

## Elenco
- Jean Gabin como Bobo
- Ida Lupino como Anna
- Thomas Mitchell como Tiny
- Claude Rains como Nutsy
- Jerome Cowan como Dr. Frank Brothers
- Helene Reynolds como Mujer en barco
- Ralph Byrd como el reverendo Wilson
- William Halligan como camarero
- Victor Sen Yung como Takeo (como Sen Yung)
- Chester Gan como Henry Hirota
- Robin Raymond como Mildred
- Arthur Aylesworth como Pop Kelly
- Arthur Hohl como Jennings
- John Kelly como Mac
- Ralph Dunn como policía
- Tully Marshall como el Sr.Simpson
- Tom Dugan como camarero n.° 1

## Producción
Moontide estaba destinado a ser un vehículo para hacer estrellas para Gabin, quien era muy famoso en su país de origen, pero desconocido en los Estados Unidos. El carismático Gabin había desempeñado varios papeles protagonistas exitosos y participó en la elección de la historia de Robertson para su adaptación al cine. Dispuesta a arriesgarse con él, Twentieth Century Fox compró los derechos, a pesar de los temas de la novela sobre prostitución, violación, canibalismo y asesinato. El Código Hays impuso que el estudio tuviera que abandonar la mayor parte de la historia. En el papel del infame Tiny, Mitchell fue elegido contra todo tipo, ya que interpretó al padre de Scarlet O'Hara en Lo que el viento se llevó .
Poco después de que comenzara el rodaje, el director Fritz Lang abandonó el proyecto, se rumoreaba que se debía a fricciones que tuvo con Gabin con respecto a Marlene Dietrich, quien había estado involucrada con ambos hombres. No se sabe qué primeras imágenes fueron filmadas por Lang o el director sustituto Archie Mayo. Hubo problemas con la localización de la película en la Bahía de San Pablo, que tuvo que ser descartada tras el ataque a Pearl Harbor y la costa oeste fue declarada zona de seguridad. Para las escenas de la barcaza se llenó un gran decorado de estudio con agua, lo que dio a la película un ambiente artificial y onírico. Los efectos de iluminación, niebla y olas, a veces lúgubres y siniestros o brillantes y románticos según la escena, llevaron a Clarke a la nominación al Oscar de fotografía.
El surrealista Salvador Dalí fue contratado para crear el montaje borracho al principio de la historia, pero sus bocetos se consideraron demasiado extraños y la escena se rodó sólo con parte de su influencia (muy probablemente el primer plano del reloj, la mujer sin cabeza). intacto. 

## Recepción
Tras su estreno, la película no fue en general bien recibida por la crítica ni por el público, considerada una mezcla demasiado extraña de géneros y tonos. Gabin no estaba contento con el sistema de estudios y la presión de hacer publicidad, y después de la guerra, volvió a trabajar exclusivamente en Francia. 
Bosley Crowther, crítico de cine del New York Times, cuestionó la dirección de la película, especialmente su enfoque en el actor Jean Gabin: "Pero todas ellas necesitan mucho más que un guión vago e indeciso, mucho más que escenarios sintéticos y estados de ánimo fabricados. El director Archie Mayo no los ha puesto en contacto con la vida real. Ha gastado la mayor parte de su energía en poner al público en contacto con el Sr. Gabin. Y Moontide es una carga demasiado pesada para que él la cargue enteramente, a pesar de que está Charles Boyer desde el otro lado de las vías del tren." 
En 2013, Dave Kehr (también del Times ) escribió que Moontide "proporciona un vínculo esclarecedor con una de las fuentes del cine negro frecuentemente pasadas por alto: el movimiento conocido como 'realismo poético', que floreció en Francia desde mediados de la década de 1930 hasta el ataque de guerra... Bobo (Gabin), un marinero francés desarraigado y bebedor, logra una vida doméstica provisional operando una choza de cebo con Anna (Ida Lupino), una niña abandonada a la que ha rescatado de un intento de suicidio. el espíritu brumoso, claustrofóbico y fatalista del realismo poético que por momentos parece casi una parodia del mismo. El destino está presente en la forma de Tiny (Thomas Mitchell), un chantajista con conocimiento de un asesinato que Bobo podría haber cometido. Una fuerza metafísica más bondadosa está representada por Claude Rains, interpretando a un filósofo costero con el desafortunado nombre de Nutsy". 
Cuando se lanzó el DVD en 2008, el crítico David Mermelstein, que escribió para Variety, escribió: "Un romance retorcido ambientado entre maleantes frente al mar, la imagen en blanco y negro no resonó ni con la crítica ni con el público, aunque, como deja claro este debut en DVD, parece que hay muchas razones para esperar". Los cineastas ahora pueden abrazarla por lo que siempre fue: una película muy atmosférica y muy observada que se distingue por varias interpretaciones magníficas y una puesta en escena cautivadora, aunque cotidiana. Extras sólidos como una pista de comentarios completa y un sustancioso "making of" El reportaje sólo debería ayudar a elevar su prestigio." 

## Reconocimientos
- Nominada: Premio de la Academia a la mejor fotografía en blanco y negro, Charles G. Clarke; 1943.